# Selección de waterpolo de Sudáfrica
La selección de waterpolo de Sudáfrica es el equipo formado por jugadores de nacionalidad sudafricana, que representa a Sudáfrica en las competiciones internacionales de waterpolo.
En el 2021 participará en el Grupo A de los Juegos Olímpicos de Tokio 2020.